# Jonathan Walters
Jonathan Walters, född 20 september 1983, är en irländsk före detta fotbollsspelare. Han var landslagsman för Irland, och ingick i truppen till Fotbolls-EM 2012. 
Walters gjorde en minnesvärd prestation i en Premier League-match mot Chelsea den 12 januari 2013. Han gjorde två självmål (0-1 och 0-2), och i slutminuterna när Chelsea gjort ytterligare två mål tilldelades Stoke City en straff. Jonathan Walters tog straffen och missade. Chelseafansen skanderade då: Jonathan Walters - he scores when he wants.
Han avslutade sin karriär den 22 mars 2019 på grund av problem efter en hälseneskada.